# إبراهيما فال (منافس ألعاب قوى)
إبراهيما فال (بالفرنسية: Ibrahima Fall)‏ هو منافس ألعاب قوى سنغالي، ولد في 4 ديسمبر 1955.

## وصلات خارجية
- إبراهيما فال على موقع أوليمبيديا (الإنجليزية)